# Кільський університет
Кíльський університéт íмені Крістіáна Áльбрехта (нім. Christian-Albrechts-Universität zu Kiel) — провідний класичний університет і науковий центр, один з найбільших в Німеччині університетів, де представлені майже всі наукові напрямки, але провідними є прикладні науки про життя, геологія та океанографія. Знаходиться у місті Кіль, сприятливо розташованому в затоці Балтійського моря. Має велике міжнародне значення. Підтримує партнерські відносини з багатьма університетами країн ЄС, США, Китаю і Східної Європи.

## Історія
В 1665 році університет заснував герцог Шлезвіг-Гольштейнський Крістіан Альбрехт Гольштейн-Готторпський (Готторфський). Спочатку університет розташовувався в будівлі старого францисканського монастиря. 16 професорів навчало всього 140 студентів.
В 1768 архітектор, що побудував церква Святого Михайла в місті Гамбург, — Ернст Георг Зоннін — побудував нове університетське приміщення неподалік від Кільського замку.

## Університет сьогодні
Тут працює бл. 450 професорів та інших вишівських викладачів, більш ніж 1 700 вчених і лікарів і майже 6 000 співробітників. Тільки в клініках університету працює понад 5 000 осіб. З 23 000 студентів, бл. 1300 іноземців, які представляють 85 націй всіх континентів і навчаються на теологічному, юридичному, соціально-економічному, медичному, філософському, математичному, природознавчих та інших факультетах. До складу університету входять 165 науково-дослідних інститутів, семінарів, клінік та інших установ, що розташовані у 250 будівлях. 3 дослідні станції університету займають понад 500 гектарів корисної сільськогосподарської площі, функціонує 66 спеціалізованих курсів — від археологічних до зуболікарських. Щорічно університет випускає 2000 випускників-спеціалістів, понад 300 кандидатів і докторів наук. Всьому світу відомі медичний факультет університету, Інститут океанографії, Інститут світової економіки, Інститут східноєвропейського права.

## Керівництво
Університет є корпорацією суспільного права. Ним керує ректорат, до якого входять: ректор, 2 проректори та університетський канцлер. Найважливішими органами самоврядування є сенат, консисторія і факультетські конвенти.

## Структура
- Факультет теології
- Факультет права
- Факультет бізнесу, економіки та соціальних наук
- Факультет медицини
- Факультет мистецтва і гуманітарних наук
- Факультет математики та природничих наук
- Факультет агрокультури та дієтології
- Інженерний